# Medardo Rosso
Medardo Rosso, född 21 juni 1858 i Turin, Italien, död 31 mars 1928 i Milano, var en italiensk skulptör.

## Biografi
Rosso var son till en järnvägsstationschef. När hans familj flyttade till Milano, oroade han sina föräldrar genom att lämna skolan för att börja arbeta som stenhuggare. Vid 23 års ålder, efter en sejour i armén, skrev han in sig på Accademia di Belle Arti di Brera, där han lärde sig att rita av klassiska statyer och kopiera dem i stuckatur. Han protesterade på de akademiska konstlektionerna som fokuserade på klassiska statyer och ville i stället att levande modeller skulle användas för teckningsundervisningen. Han lämnade sedan akademin och flyttade till Rom, där han levde i fattigdom. 

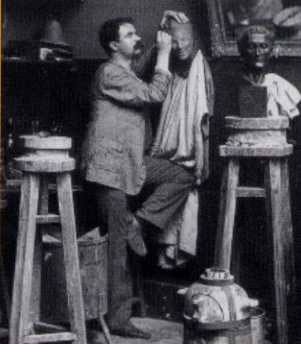
Medardo Rosso i sin ateljé.

År 1882 framställde Rosso sina första impressionistiska skulpturer, Il cantante a spasso och Il bacio sotto il lampione. År 1884 arrangerade några vänner en utställning för honom i Paris, där han bodde under en tid på ett billigt pensionat. Han hade det året i Paris också utställning på den nya Salon des indépendants där han träffade Edgar Degas och Rodin. Under tiden lät skulptören och lärare Jules Dalou honom arbeta i sin ateljé i Paris.
År 1885 återvände Rosso till Milano men förlorade aldrig kontakten med Paris. Han deltog i en tävling i Milano om ett gravmonument för kritikern Filippo Filippi, och efter att snabbt ha avslutat sitt bidrag, ställde han upp gravstenen utan att vänta på domarnas beslut. 

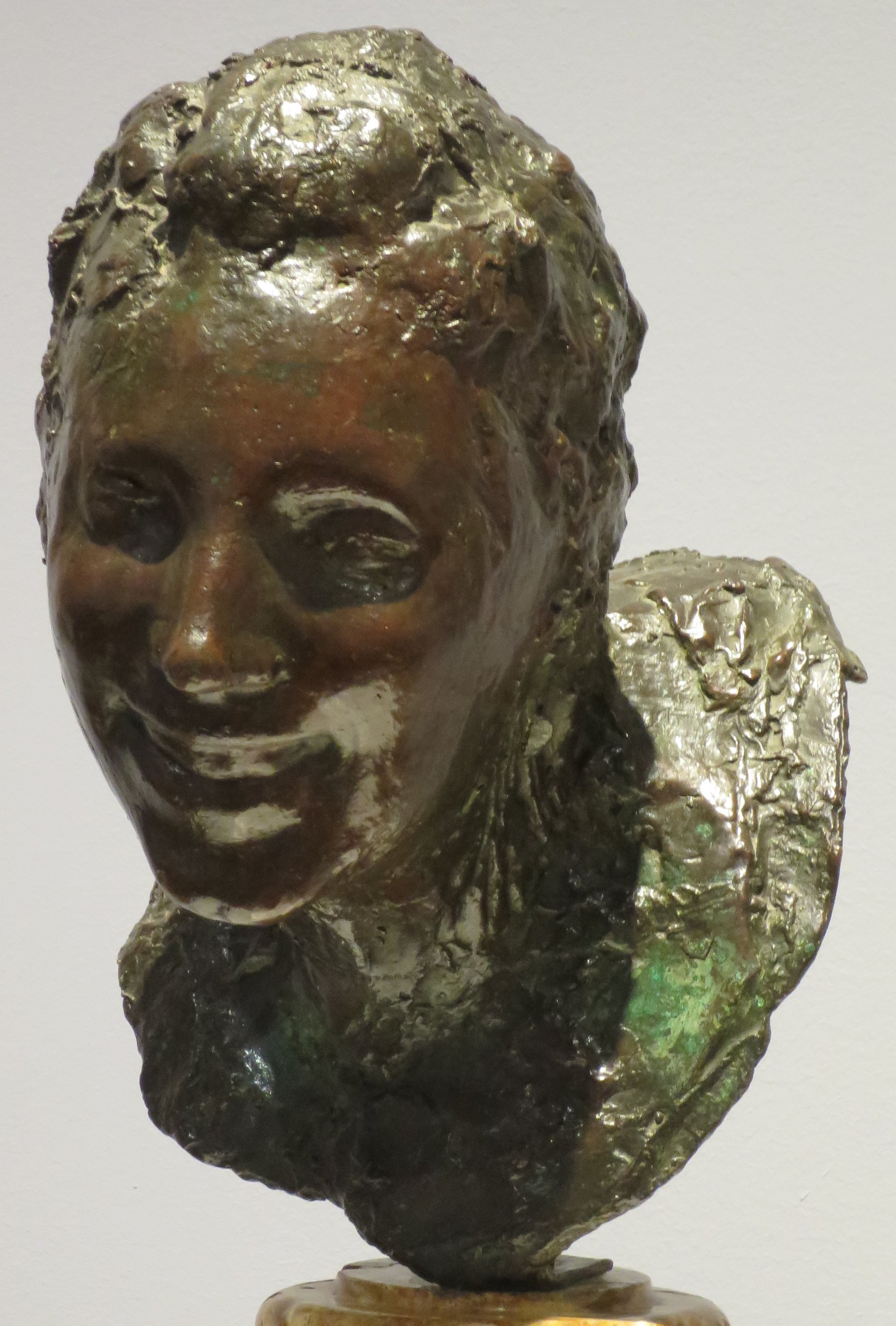
Petite femme riant (1890).

År 1886 köpte författaren Émile Zola en bronsskulptur av Rosso, som därmed blev mera känd. Rodin erbjöd sig att byta en torso han gjort mot Rossos Petite femme riant. Rossos arbeten, som lovordades av Degas, rönte alltid större uppskattning i Frankrike än i Italien. I likhet med Rodin inspirerades han av impressionisternas måleri men gick längre än någon annan i skulptural impressionism och löste upp formen i ett diffust ljus- och skuggspel.
Rosso kunde behålla en studio i Paris och hålla ett antal utställningar. År 1896 ställde han ut på Goupil Gallery i London. Han hade också framgång i New York. Under de sista tjugo åren av sitt liv skapade han några nya verk, men koncentrerade sig mest på att omarbeta tidigare verk på olika sätt. Mot slutet av sitt liv led han av diabetes och utvecklat cancer i en fot. Han gjorde bara några skulpturer efter 1900, och dog efter amputation av det drabbade benet. Rosso är representerad vid bland annat Nationalmuseum och Göteborgs konstmuseum.